# درختجوز
درختجوز، روستایی از توابع بخش مرکزی شهرستان نیشابور در استان خراسان رضوی ایران است.محصولات اصلی این روستا می توان به گردو اشاره کرد. غار سر نی بزرگترین غار آبی خراسان در روستای درخت جوز واقع شده است.

## جمعیت
این روستا در دهستان فیروزه قرار دارد و براساس سرشماری مرکز آمار ایران در سال ۱۳۸۵، جمعیت آن ۱۳۰ نفر (۳۴خانوار) بوده‌است.